# St.-Pauls-Kirche (Kopenhagen)

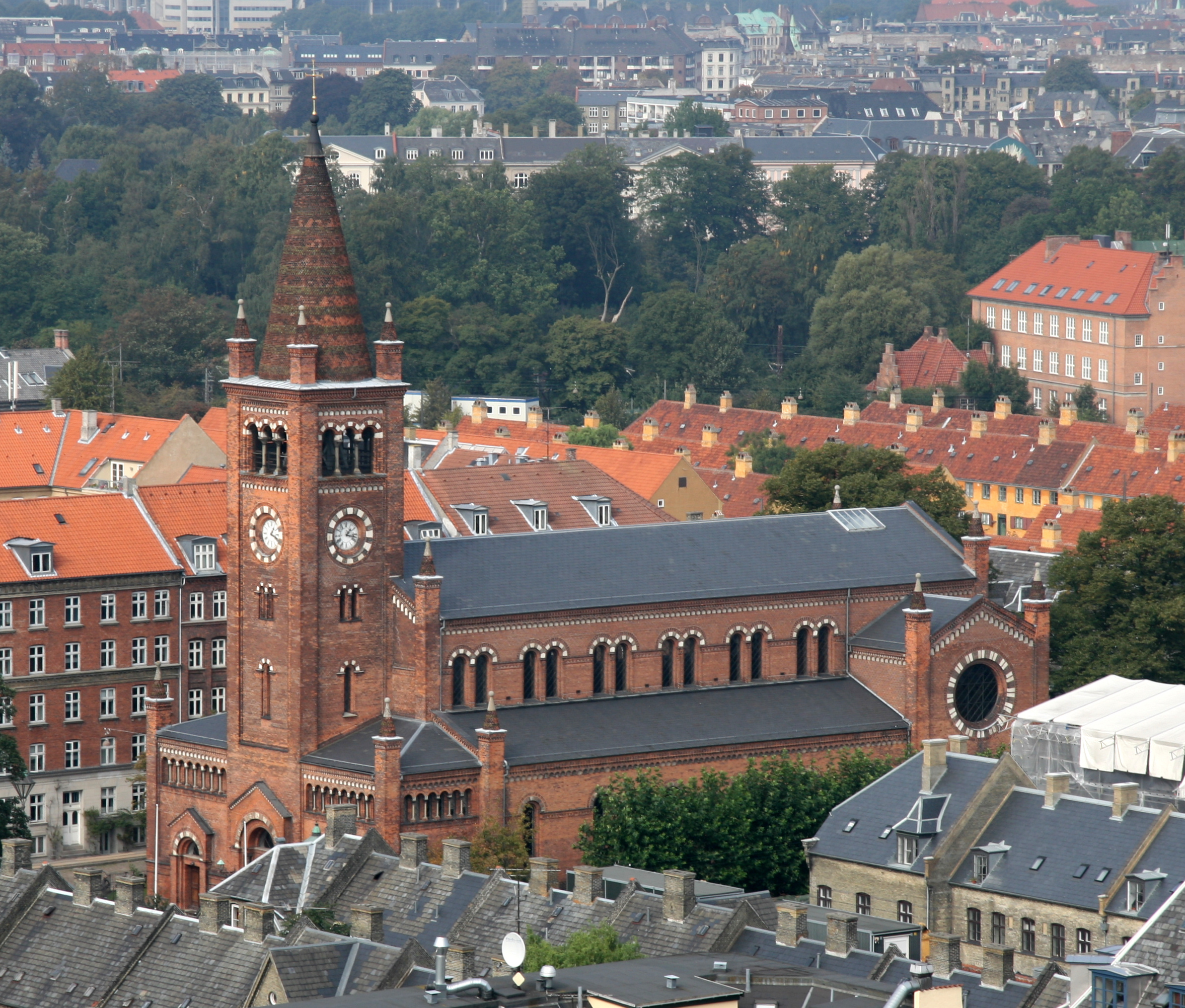
St.-Pauls-Kirche in Kopenhagen aus der Luft

St.-Pauls-Kirche (dänisch Sankt Pauls kirke) ist eine evangelisch-lutherische Kirche im Wohngebiet Nyboder in der Nähe des Königsgartens im Zentrum von Kopenhagen, Dänemark. Die Kirche entstand 1877 und lehnt sich an die italienische Renaissance an, zeigt aber auch Züge der dänischen Romanik.

## Geschichte

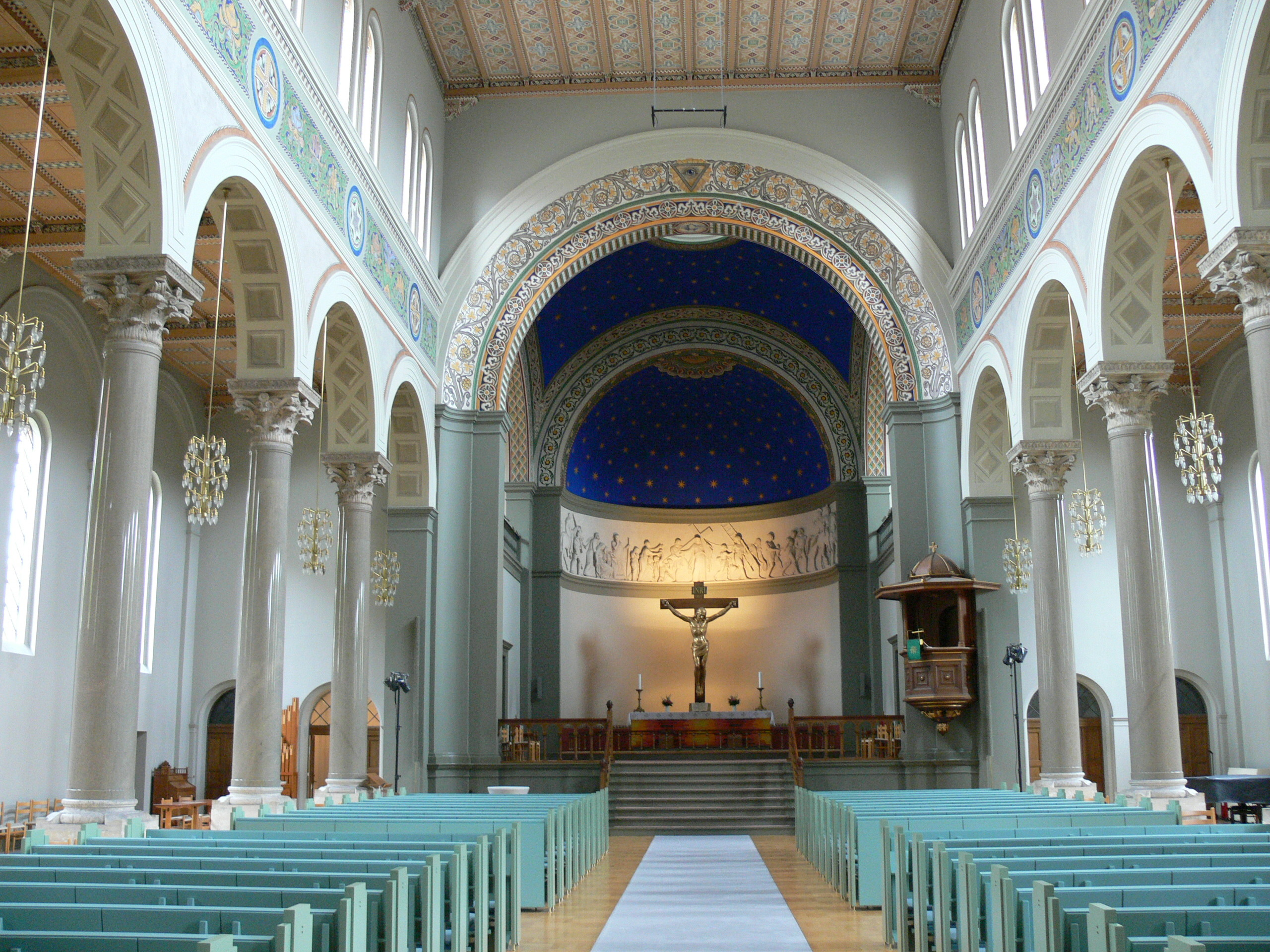
Innenraum der St.-Pauls-Kirche in Kopenhagen

Als die Gemeinde der Trinitatiskirche zu groß wurde, beschloss man 1858 die Teilung, doch bis zum Bau einer neuen Kirche für den früheren Nordteil des Trinitatis-Kirchspiels sollte es noch 15 Jahre dauern. Die St.-Pauls-Kirche wurde dann 1872–1877 auf einem vom Staat geschenkten Grundstück errichtet. Der Architekt der Kirche war J. E. Gnudtzmann. Das Geld für den Bau kam teils von der Kommune, teils von der Kirche und teils aus Spenden. Im Jahr 2012 war sie eine von 16 Kirchen, die der Kopenhagener Diözesanrat (Stiftsråd) zur Schließung empfahl, aber sie wurde schließlich als Kirche erhalten.

## Architektur
Die Kirche ist auf einem Granitsockel aus roten Ziegeln im lombardischen Stil errichtet. Architektonisch gliedert sie sich in drei Teile: Einen vorderen Teil im Süden, bestehend aus dem Turm mit gemauerter Spitze, mit Haupteingang, Vorhalle und separaten Eingängen zu den Seitenschiffen. Dann das Hauptschiff und die beiden Seitenschiffe jeweils mit flachen verzierten Decken. Die Wände des Hauptschiffs ruhen auf schlanken polierten Granitsäulen mit Kalkstein-Basen und -Kapitellen, darüber ist ein Fries mit Ornamenten. Den dritten Teil bildet schließlich der Chor mit einer großen halbrunden Apsis, der außen zweigeschossig mit einem kleineren offenen Säulengang erscheint und an den Seiten zwei Anbauten hat, die als Sakristeien dienen. Über den Sakristeien befinden sich Emporen. Hinter der Apsis befinden sich einige kleinere Räume und unter dem Chor ein Keller und eine Leichenhalle.

## Ausstattung
Der hölzerne Altar hat ein vergoldetes Kruzifix aus dem Jahr 1888, das seinerzeit von Pfarrer Chr. Møller gestiftet wurde. Das frühere Altarbild, das die Verkündigung an Maria darstellt, hängt noch an einer Seitenwand in der Kirche. Das Reliefband unter dem Himmel der Chorapsis zeigt die Kreuztragung Christi. Die Kanzel, ebenfalls aus Holz, wurde von Diözesanprobst Rothe gestiftet. Das Taufbecken aus der Erbauungszeit der Kirche ist aus weißem Marmor.

## Orgel

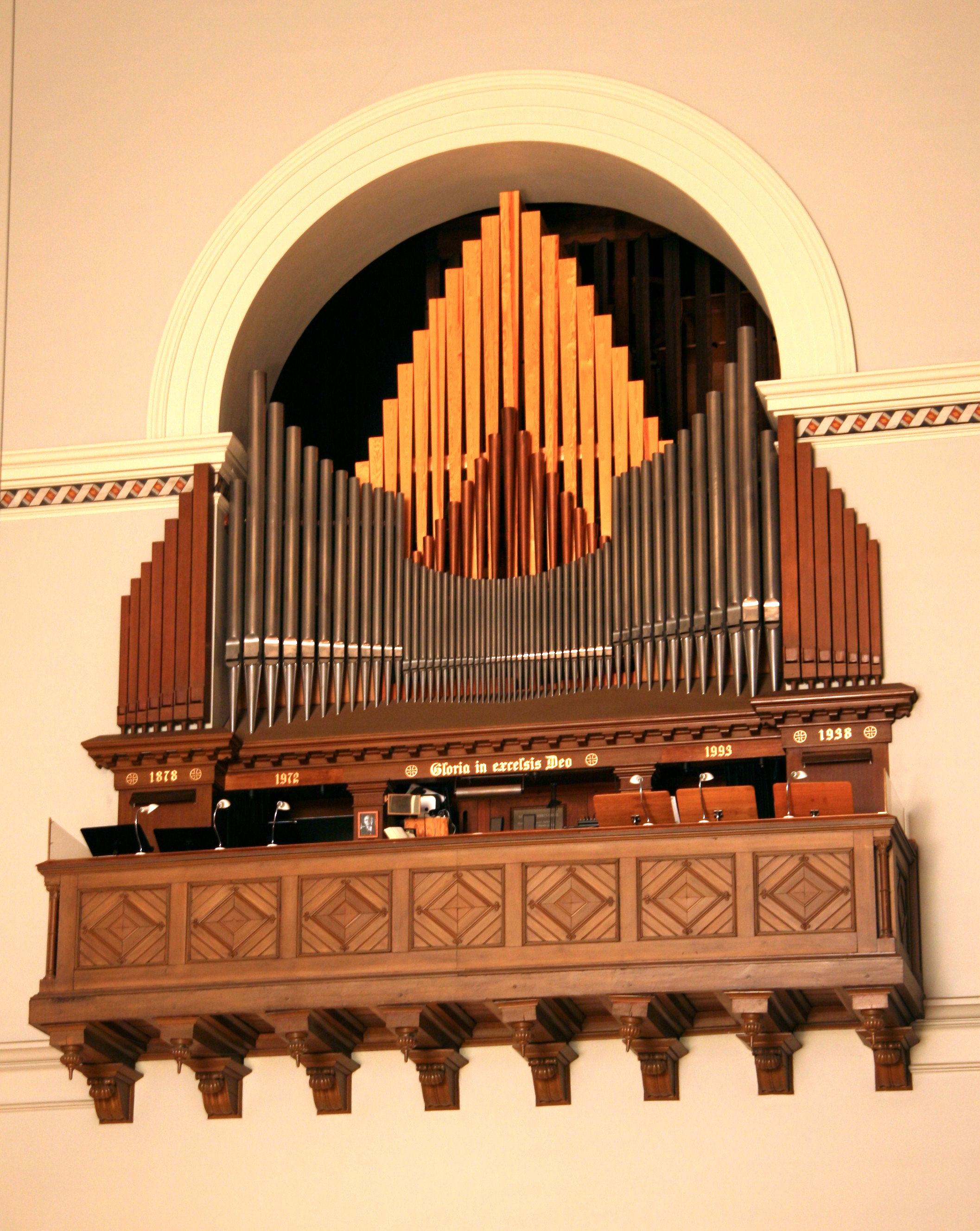
Die Orgel von Köhne und Starup

Die Orgel wurde 1878 von Daniel Köhne mit zunächst 20 Registern und 1036 Pfeifen erbaut. 1926 wurde die Orgel von Imanuel Starup um 6 Register und ein Glockenspiel erweitert. Nachdem die Kirche 1935 eine neue, effektivere Heizung erhalten hatte, wurden die Windladen der Orgel undicht. Daraufhin führte Starup 1938 einen technischen Neubau der Orgel mit pneumatischen Taschenladen durch, es wurden aber einige alte Register übernommen. Das Instrument besaß nun 42 Register mit 3126 Pfeifen. 1993 unternahm die Orgelbaufirma Frobenius eine gründliche Restaurierung, da die Orgel als wichtiges Zeugnis aus der pneumatischen Epoche des dänischen Orgelbaus erhalten werden sollte. 2004 wechselte Frobenius die Posaune (Basun) 16′ im Pedal aus. Das Instrument weist folgende Disposition auf:
| I Hovedværk C–g3 |            |         |
| 1.               | Kvintatøn  | 16′ *   |
| 2.               | Principal  | 8′ *    |
| 3.               | Rørfløjte  | 8′      |
| 4.               | Oktav      | 4′ *    |
| 5.               | Gemshorn   | 4′      |
| 6.               | Kvint      | 2 ⁄3′ * |
| 7.               | Oktav      | 2′ *    |
| 8.               | Kornet III | 2 ⁄3′   |
| 9.               | Mixtur V   | 1 ⁄3′   |
| 10.              | Trompete   | 8′      |

| II Brystværk C–g3 |                 |       |
| 11.               | Spidsfløjte     | 8′    |
| 12.               | Kvintatøn       | 8′    |
| 13.               | Bordun          | 8′ *  |
| 14.               | Principal       | 4′    |
| 15.               | Gedaktfløjte    | 4′    |
| 16.               | Gemshorn        | 2′ *  |
| 17.               | Kvint           | 1 ⁄3′ |
| 18.               | Sivfløjte       | 1′    |
| 19.               | Sesquialtera II | 2 ⁄3′ |
| 20.               | Cymbel III      | 1⁄2′  |
| 21.               | Dolcian         | 8′ *  |

| III Svælleværk C–g3 |                 |       |
| 22.                 | Bordun          | 16′ * |
| 23.                 | Principal       | 8′ *  |
| 24.                 | Gedakt          | 8′ *  |
| 25.                 | Fugara          | 8′ *  |
| 26.                 | Vox angelica II | 8′ *  |
| 27.                 | Oktav           | 4′    |
| 28.                 | Rørfløjte       | 4′ *  |
| 29.                 | Nathorn         | 2′    |
| 30.                 | Kvartian II     | 1 ⁄3′ |
| 31.                 | Scharff V       | 1′    |
| 32.                 | Oboe            | 8′ *  |
| 33.                 | Skalmej         | 4′    |

| Pedal C–f1 |             |        |
| 34.        | Principal   | 16′    |
| 35.        | Subbas      | 16′ *  |
| 36.        | Principal   | 8′ *   |
| 37.        | Gedakt      | 8′ *   |
| 38.        | Oktav       | 4′ *   |
| 39.        | Kornett III | 5 1⁄3′ |
| 40.        | Mixtur IV   | 2 ⁄3′  |
| 41.        | Basun       | 16′    |
| 42.        | Trompet     | 8′     |

* = Register aus der Vorgängerorgel, Köhne 1878 bzw. Starup 1926
- Koppeln: II/I, III/I, III/II, I/P, II/P, III/P
- Spielhilfen: 1 freie Kombination, automatisches Pedal, Tutti, Generalkoppel, Crescendo-Walze, Zungenabsteller, 7 Tritte inkl. Glockenspiel
- Traktur: pneumatische Taschenladen mit pneumatischer Registertraktur

## Bildergalerie

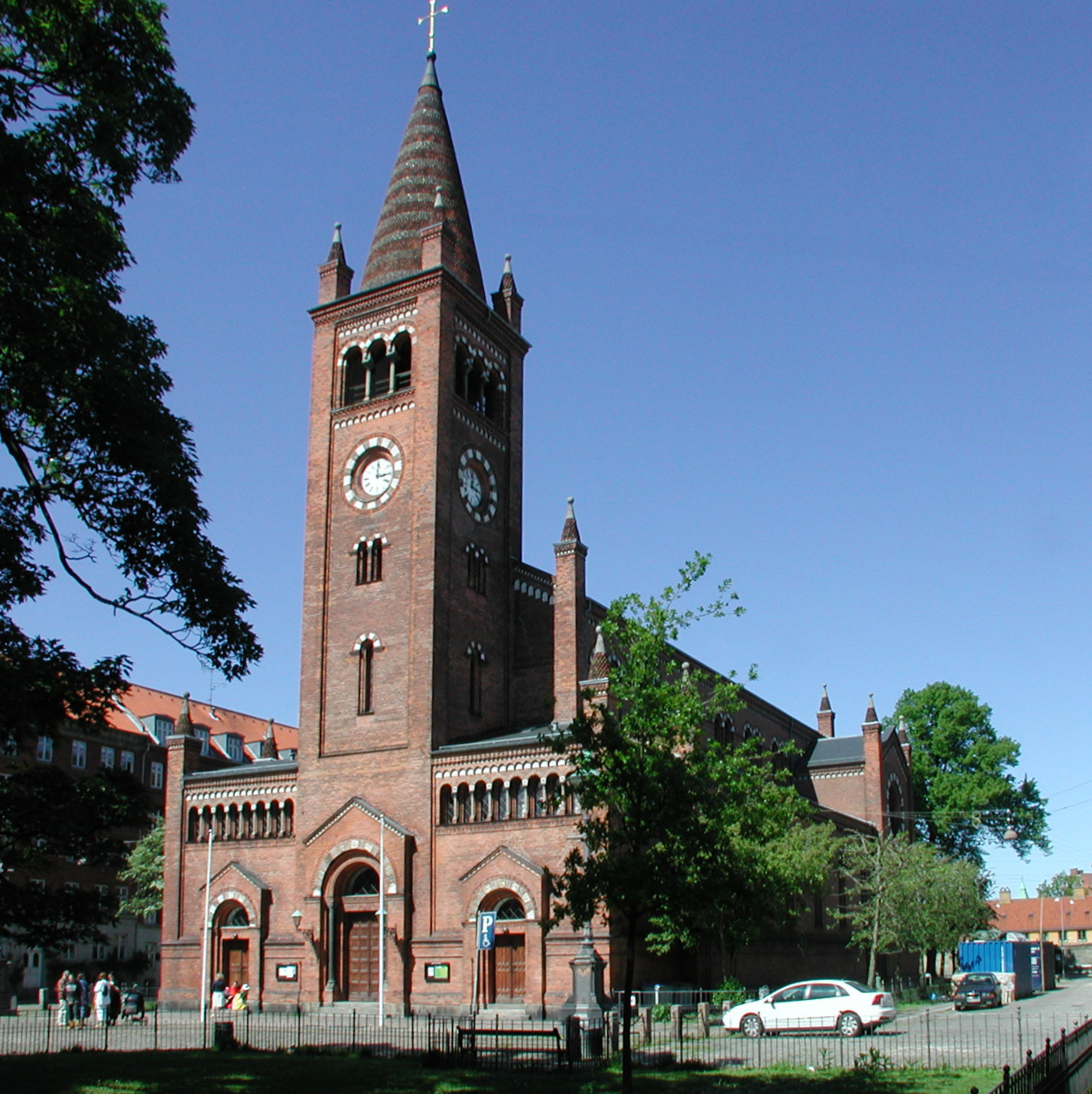
Die St.-Pauls-Kirke von Südosten
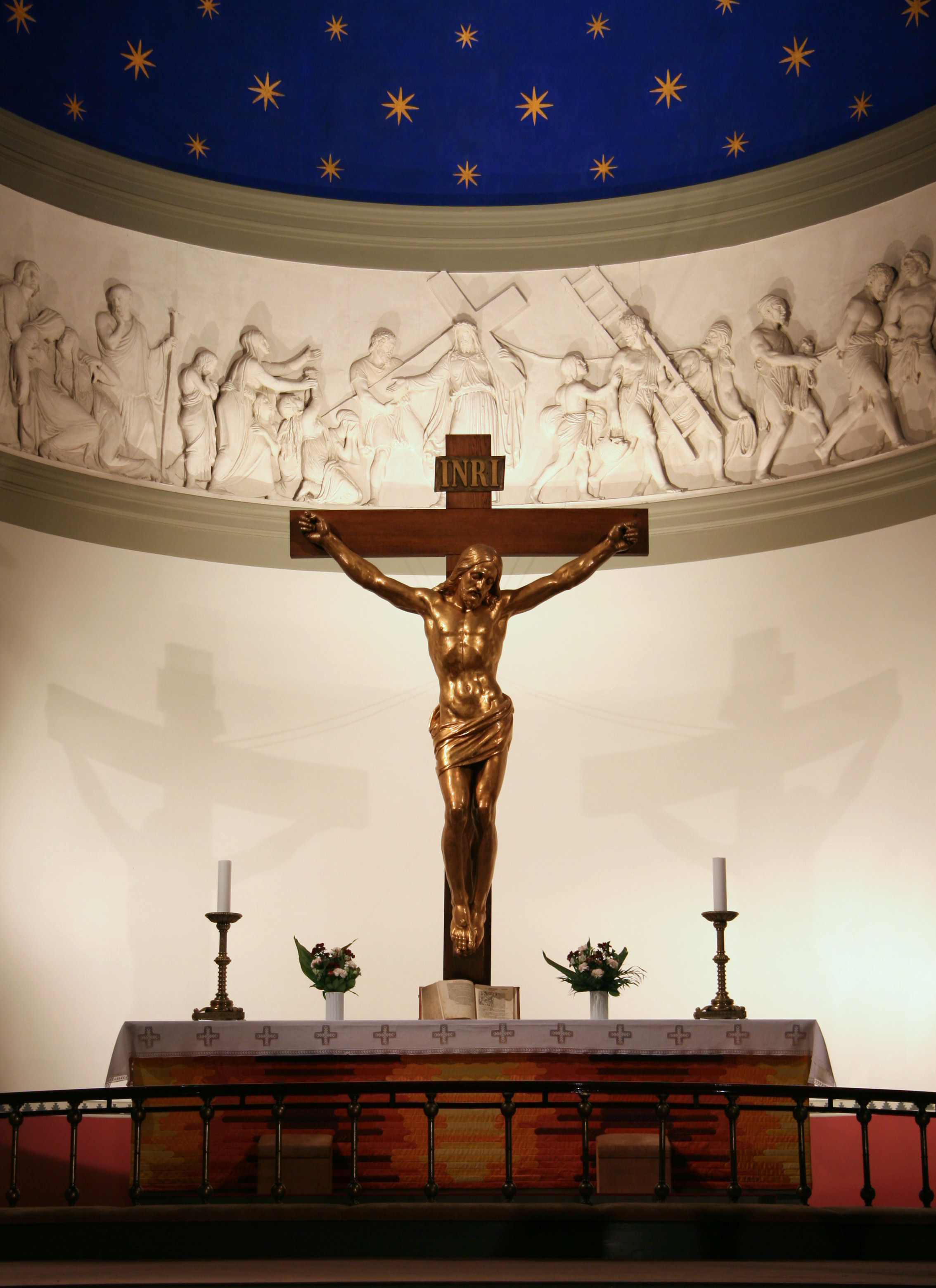
Altar mit Kruzifix
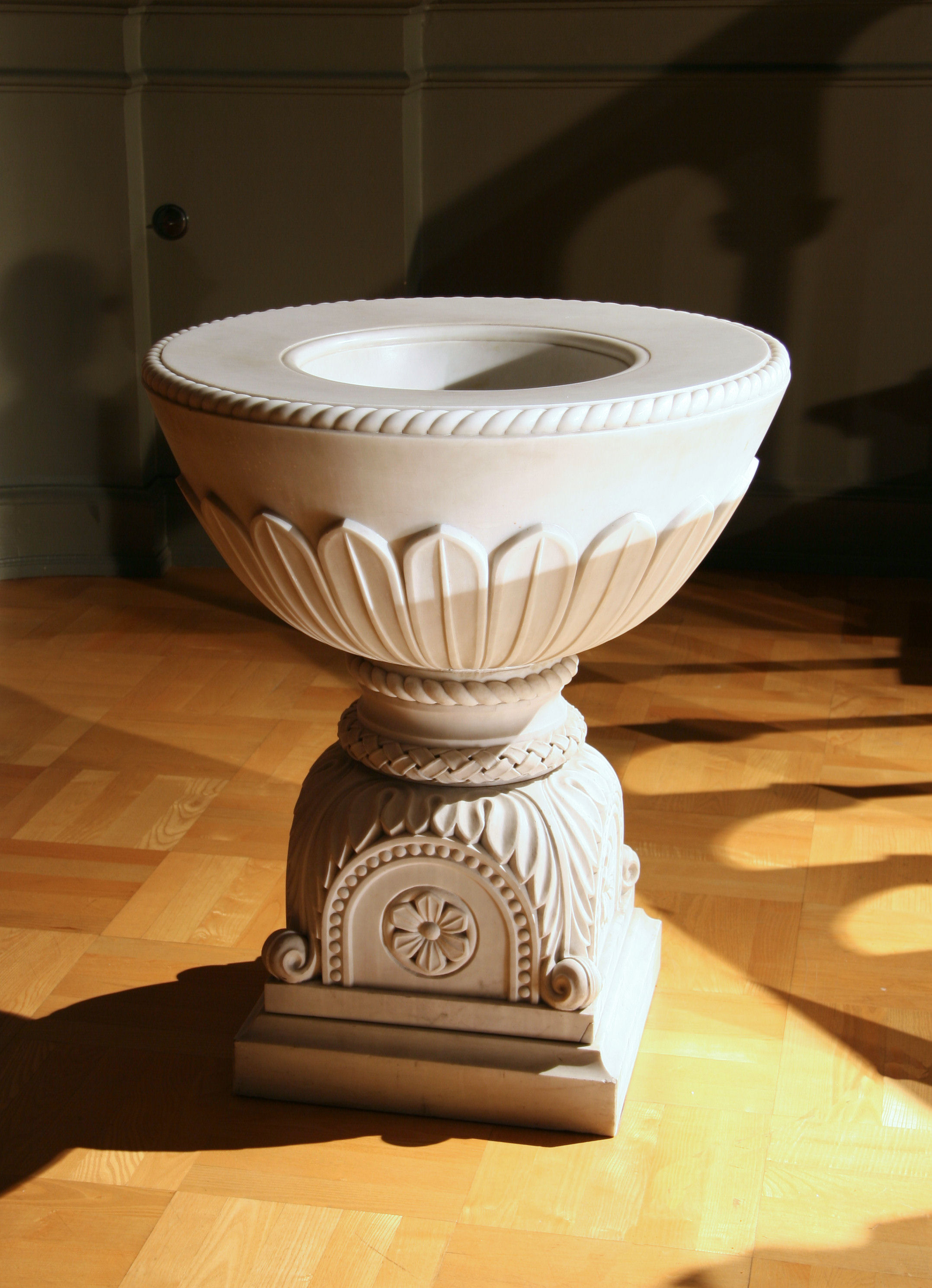
Das marmorne Taufbecken
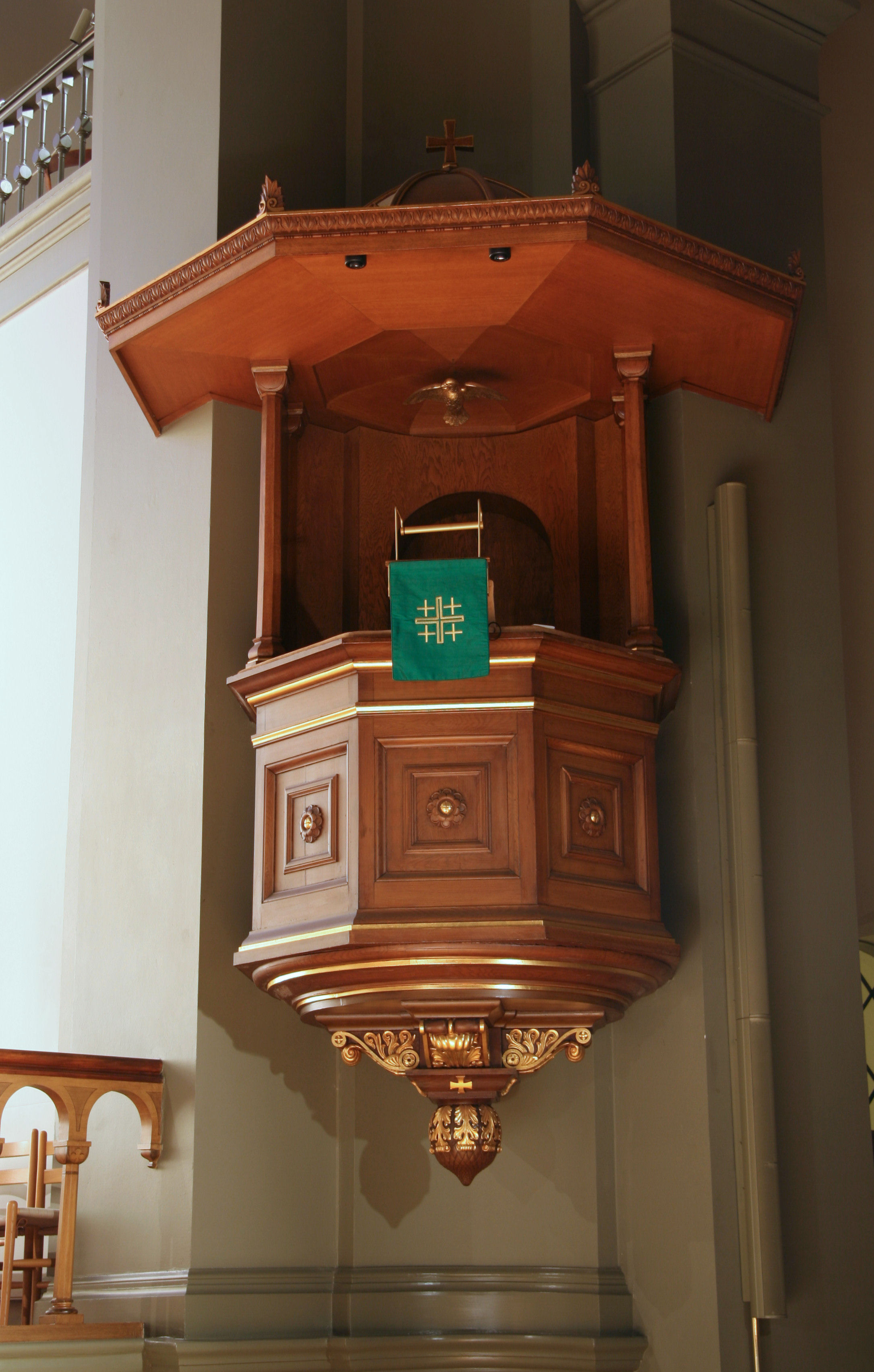
Die hölzerne Kanzel
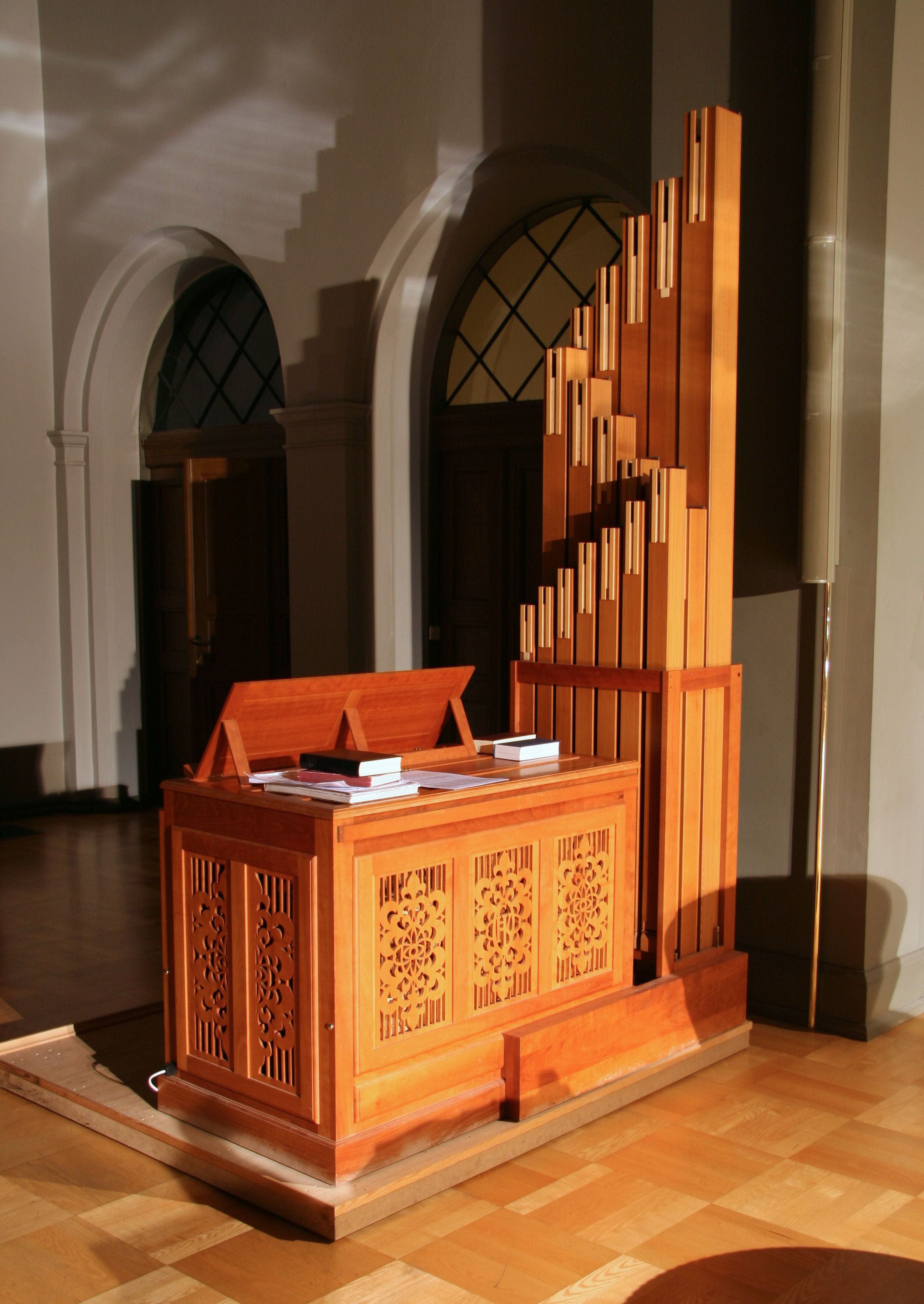
Chororgel mit 5 Stimmen (Henk Klop 2001)